# شهرستان باوچینگ
شهرستان باوچینگ (به چینی: 明水县) یک شهرستان در استان هئی‌لونگ‌جیانگ چین است که در تابعیت شهر شوانگ‌یاشان قرار دارد. شهرستان باوچینگ ۹٬۹۹۵٫۵۶ کیلومتر مربع مساحت و ۳۳۱٬۳۷۷ نفر جمعیت دارد و ۸۳ متر بالاتر از سطح دریا واقع شده‌است.

## تقسیمات اداری
شهرستان باوچینگ ۶ شهرک و ۴ قصبه تابعه تقسیم شده است. سه «میدان» هم‌سطح قصبه نیز تابع این شهرستان می‌باشند، مانند نواحی اداری مزارع و مراتع.
- شهرک باوچینگ (宝清镇، Bǎoqīng zhèn)
- شهرک جیاشین‌زی (夹信子镇، Jiāxìnzǐ zhèn)
- شهرک چی‌شینگ‌پاو (七星泡镇، Qīxīngpào zhèn)
- شهرک چینگ‌یوان (青原镇، Qīngyuán zhèn)
- شهرک شیاوچنگ‌زی (小城子镇، Xiǎochéngzǐ zhèn)
- شهرک لونگ‌توو (龙头镇، Lóngtóu zhèn)

- قصبه جیان‌شان‌زی (尖山子乡، Jiānshānzǐ xiāng)
- قصبه چاویانگ (朝阳乡، Cháoyáng xiāng)
- قصبه چی‌شینگ‌هه (七星河乡، Qīxīnghé xiāng)
- قصبه وان‌جین‌شان (万金山乡، Wànjīnshān xiāng)

- میدان زراعتی شماره ۵۹۷ (五九七农场، Wǔjiǔqī nóngchǎng)
- میدان زراعتی شماره ۸۵۲ (八五二农场، Bāwǔ'èr nóngchǎng)
- میدان زراعتی شماره ۸۵۳ (八五三农场، Bāwǔsān nóngchǎng)